# Йомбандже, Франсуа-Ксавье
Франсуа́-Ксавье́ Йомбандже (François-Xavier Yombandje, 9 июля 1956 года, Кумра, Чад) — католический прелат, первый епископ Кага-Бандоро с 28 июня 1997 года по 3 апреля 2009 года, четвёртый епископ Босангоа с 3 апреля 2004 года по 16 мая 2009 года.

## Биография
Родился в 1956 году в городе Кумра, Чад. 22 сентября 1985 года был рукоположён в священники.
28 июня 1997 года Римский папа Иоанн Павел II издал буллу Cum ad aeternam, которой учредил епархию Кага-Бандоро и назначил её первым епископом Франсуа-Ксавье Йомбандже. 26 октября 1997 года состоялось его рукоположение в епископы, которое совершил архиепископ Банги Иоахим Н’Дайен в сослужении с епископом Мунду Маттиасом Н’Гартери Майади и титулярным епископом Джуфи Эдуаром Мато.
3 апреля 2004 года был назначен епископом Босангоа.
С февраля 2005 года по февраль 2008 года — председатель Конференции католических епископов Центральноафриканской Республики.
16 мая 2009 года подал в отставку после визита Ad limina в Ватикан в связи с многочисленными случаями нарушения обета целомудрия священниками его епархии, многие из которых вступили в гражданский брак и имели детей.
Сочинения
- PROPOSITIONS POUR SORTIR DE LA CRISE CENTRAFRICAINE, ISBN 978-2-296-55924-0[2]